# Caliban (band)
Caliban is een metalcoreband die in 1997 werd opgericht in Essen, Duitsland. De band heeft 12 studioalbums uitgebracht sinds hun debuutalbum A Small Boy and a Grey Heaven in 1999. In 2021 kwam het volledig in het Duits gezongen twaalfde album Zeitgeister uit.

## Biografie

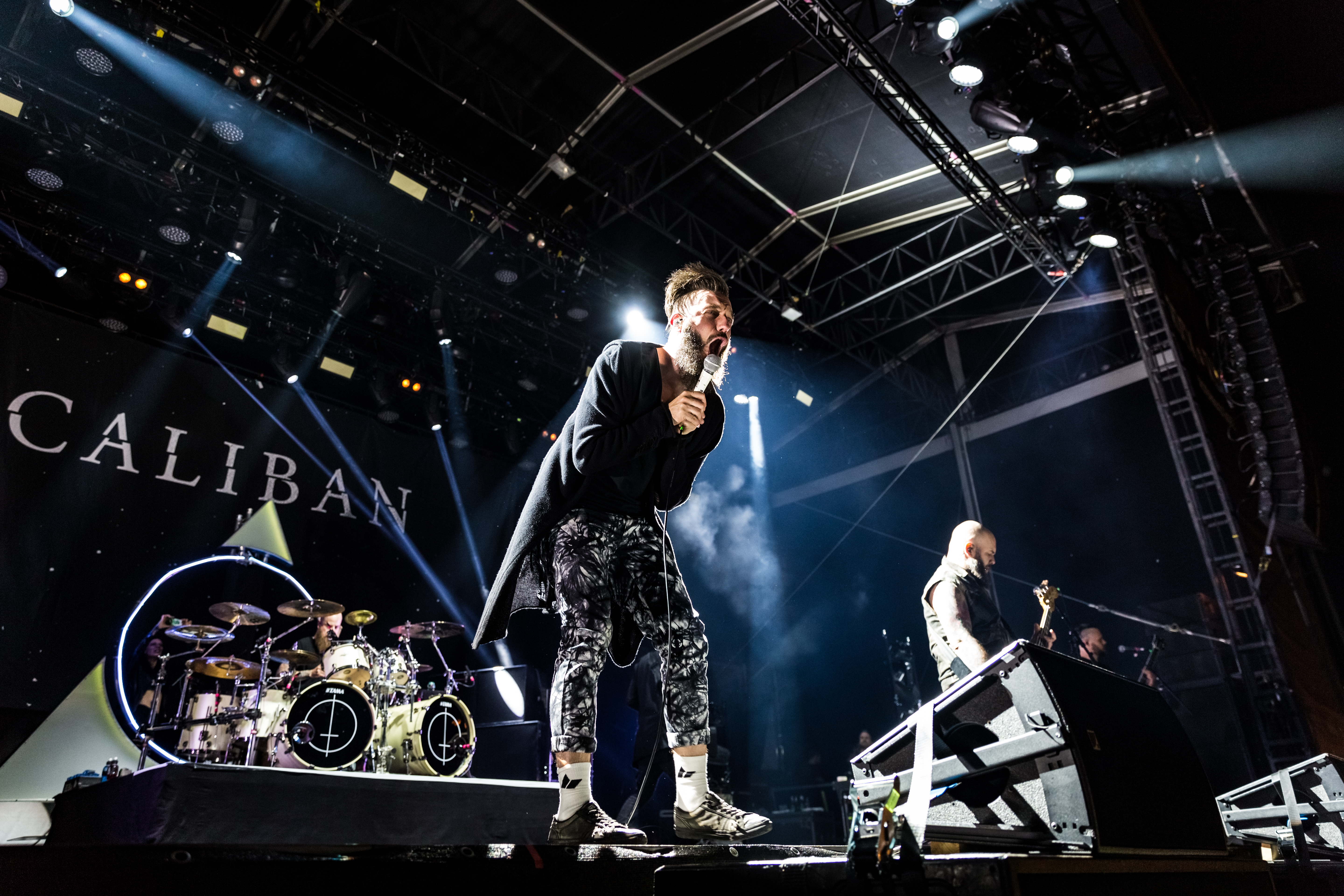
Caliban - Rock am Ring 2018

In 1997 werd Caliban opgericht onder de naam Never Again. Na 6 maanden samenspelen nam de band haar eerste twee songs op, maar heeft deze nooit uitgebracht. Wel werden deze opnamen gebruikt om een contract met een platenmaatschappij te verkrijgen, dit lukte bij Lifeforce Records en zo bracht de band in 1998 een ep uit met de naam Caliban. Om deze cd te promoten speelt Caliban veel shows in Europa.
Daarna ging de band de studio in om het eerste album op te nemen, met de titel Small Boy and a Grey Heaven. In recensies over dit album werd de muziek beschreven als een mix van de stijlen van de bands Slayer, Poison the Well en Hatebreed.
In april 2001 kwam het tweede album Vent uit, bij de platenmaatschappij Imperium Records en bij Howling-Bull Records in Japan. Kort daarna toerde de band in Japan en stonden ze op het podium met bands als Slayer, Pantera, Machine Head, Biohazard en Morbid Angel. Daarop volgde een tournee door de VS met Bloodjinn, maar deze moest onderbroken worden door de terroristische aanslagen op 11 september 2001. Op deze tournee speelde ze samen met A Life Once Lost, Dead To Fall and The Red Chord.
Het derde album met de titel Shadow Hearts kwam uit in augustus 2002, dit album was melodieuzer dan het werk daarvoor.
In 2004 tekende de band een platencontract met Roadrunner Records en bracht het vierde album The Opposite From Within uit. Dit album werd geproduceerd door In Flames frontman Ander Fridèn en opgenomen in zijn studio The Room. Voor de tweede keer bracht de band in juli 2005 een cd uit in samenwerking met de metalcore band Heaven Shall Burn, met de titel The Split Programm II.
Hun vijfde album, The Undying Darkness kwam uit in februari 2006, waarmee de band door Europa toerde met de Darkness over Europe Tour samen met All Shall Perish, Bleeding Through en I Killed the Prom Queen. Dit album werd opgevolgd door The Awakening op 25 mei 2007. Dit album haalde plaats 36 in de Duitse hitlijsten.
In 2009 toerde de band samen met Kreator met de Chaos over Europe Tour en tekenden ze een wereldwijd platencontract met Century Media Records. Hierop kwam in 2009 hun zevende album Say Hello to Tragedy uit, dat net zoals het vorige album ook exact de 36e plaats in de Duitse hitlijsten haalde. In oktober 2009 ging een tweede concertreeks van start door Europa, de Beastfest European Tour 2009 met Suicide Silence, Maroon, Emmure en After the Burial.
Caliban ging in februari 2011 de studio in en bracht in mei een ep getiteld Cloverfield uit dat bestond uit vier nummers. In augustus ging de band wederom de studio in voor de opnames van hun volgende studioalbum, I Am Nemesis, dat begin 2012 zou verschijnen.
In januari 2014 bracht de band hun negende album Ghost Empire uit via Century Media Records. Dit album haalde de zevende plaats in de Duitse hitlijsten. Begin 2015 toerde de band met Bury Tomorrow, Dream On, Dreamer en Any Given Day.
In de jaren erna volgden nog vijf albums: Gravity (2016), Elements (2018), Zeitgeister (2021), Dystopia (2022) en Back from Hell (2025).

## Bezetting

Caliban live op Rockharz Open Air in 2019
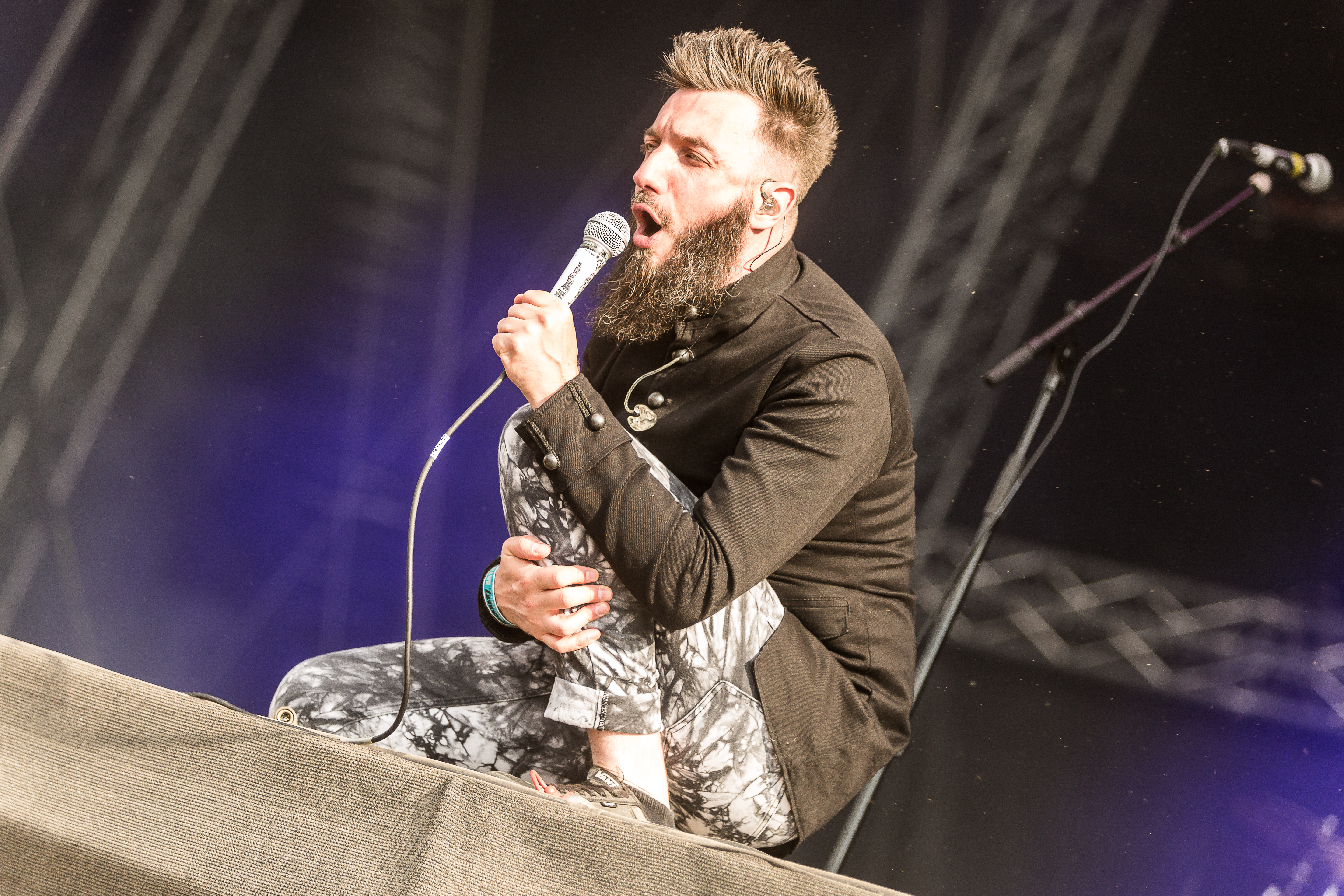
Andreas Dörner
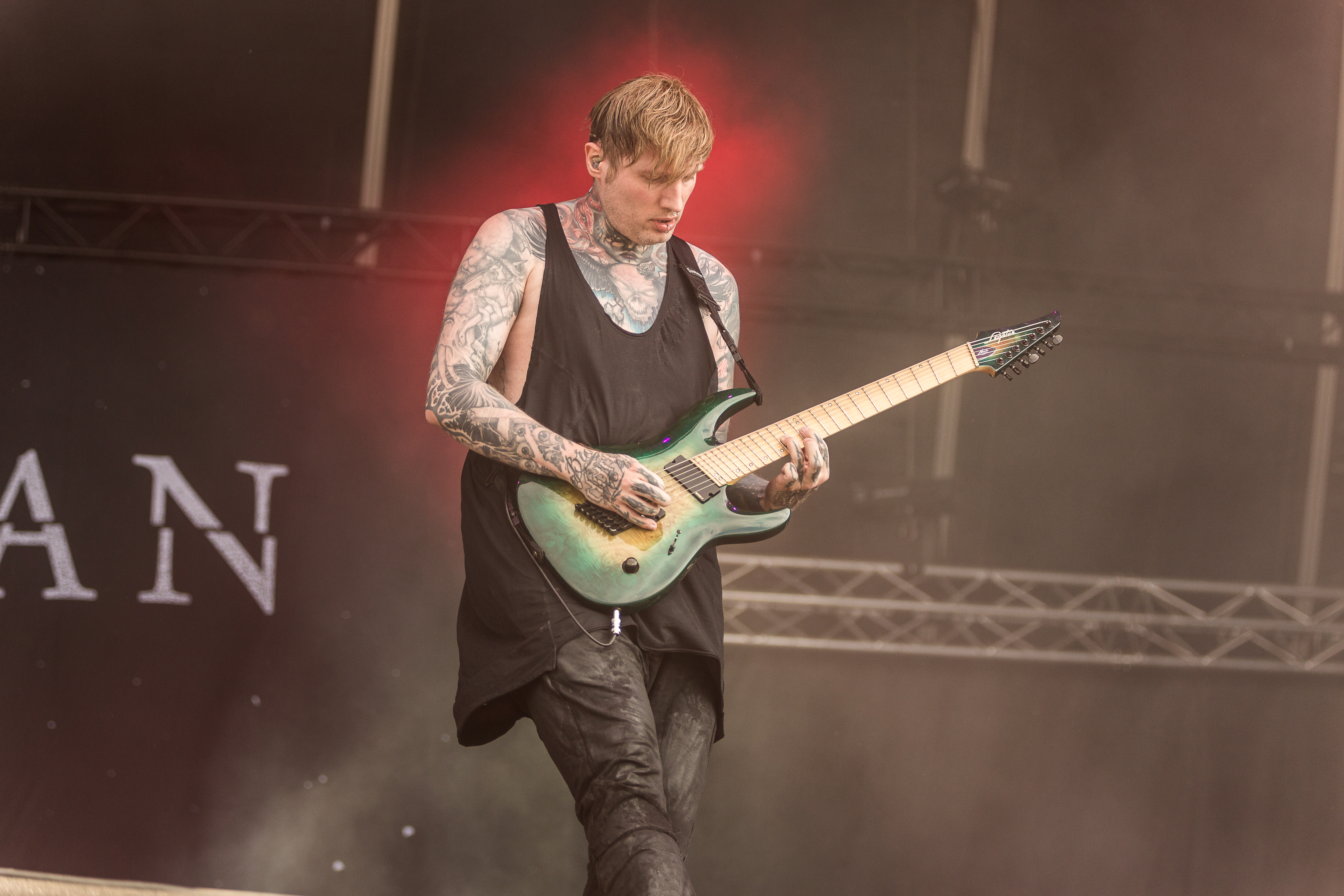
Marc Görtz
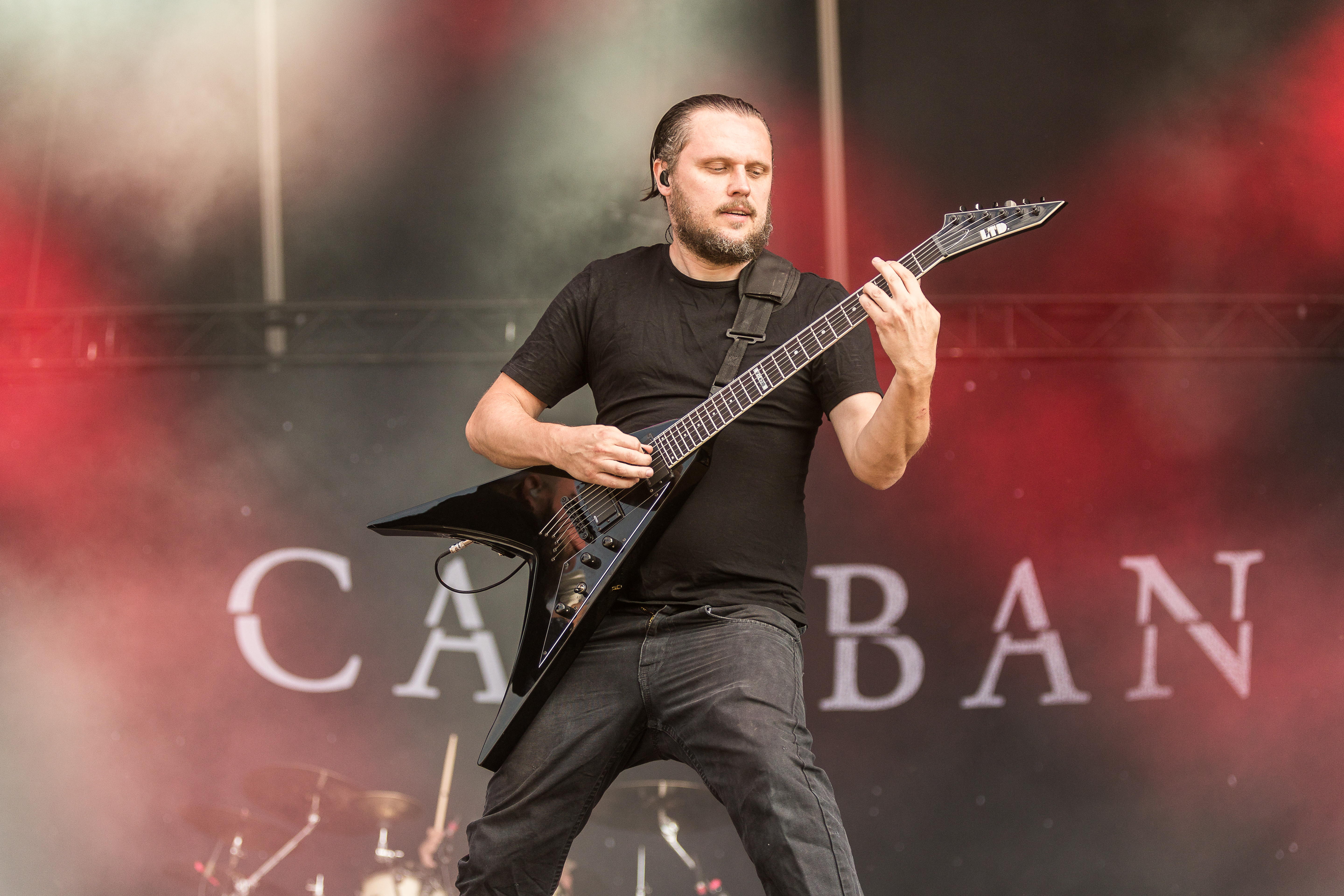
Denis Schmidt
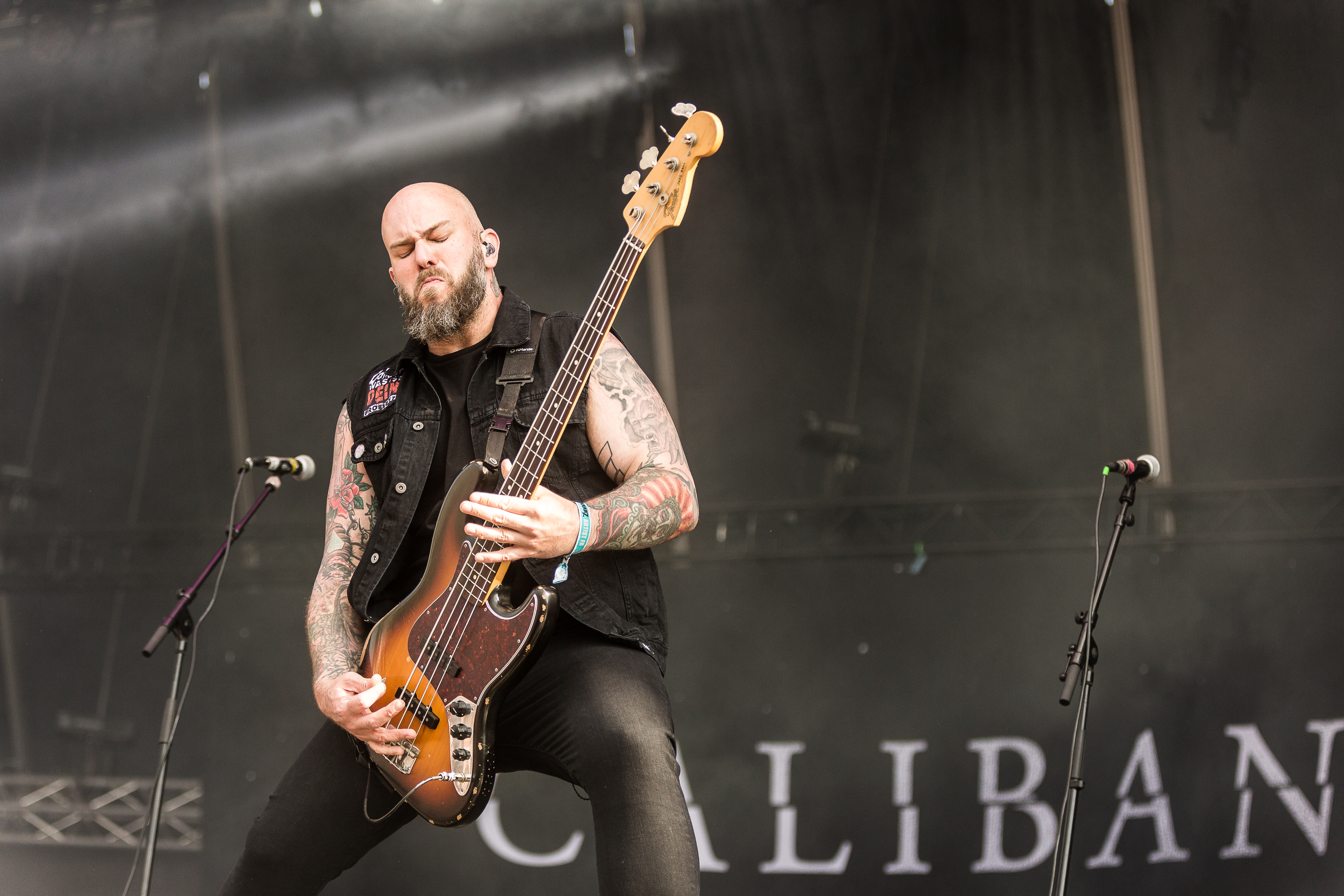
Marco Schaller
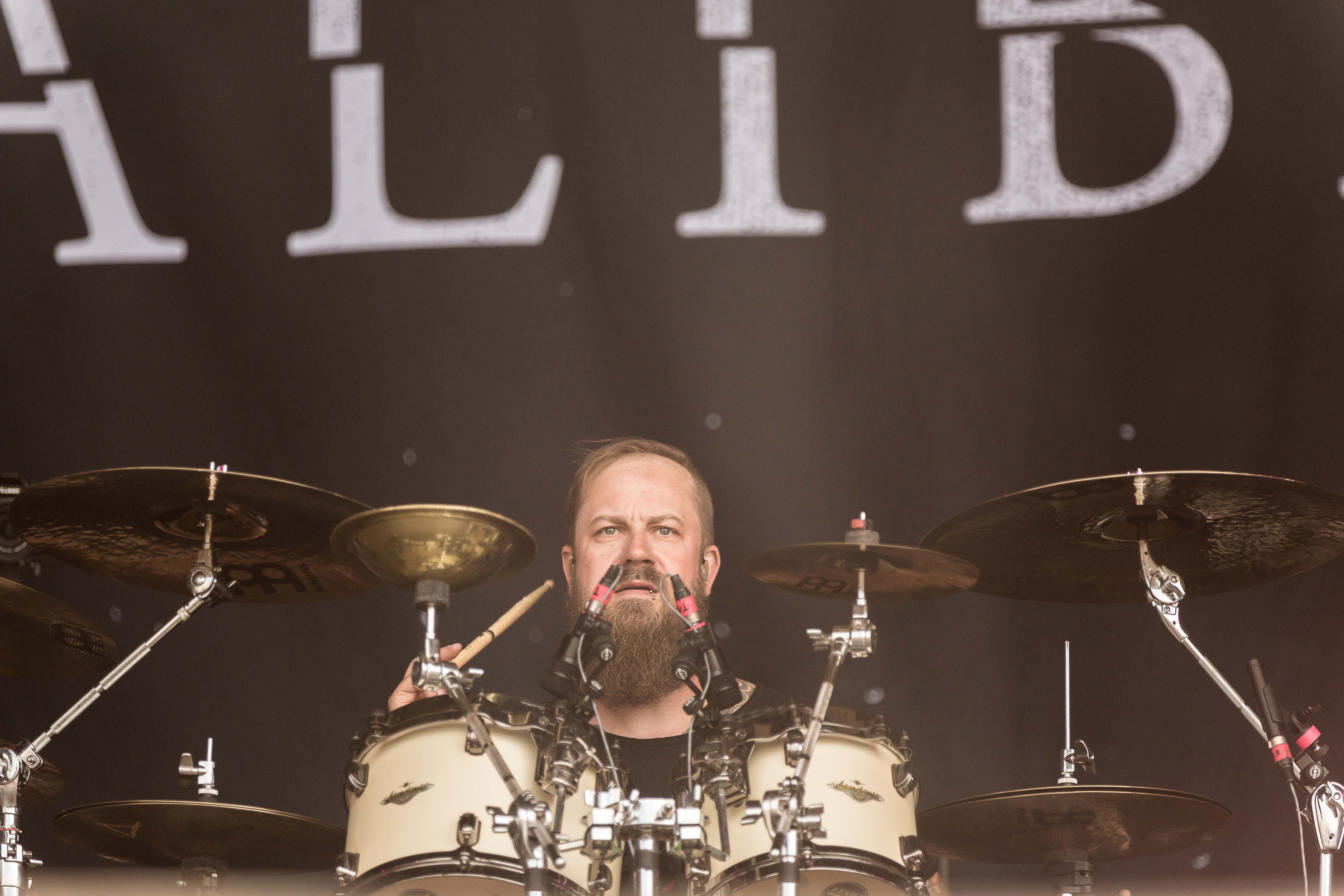
Patrick Grün

Huidige bandleden
- Andreas Dörner - zanger
- Marc Görtz - gitarist
- Denis Schmidt - gitarist en zanger
- Patrick Grün - drummer
- Kenneth Iain Duncan – bassist en zanger

Voormalige bandleden
- Andreas Nikolaou - gitarist
- Engin Güres - bassist
- Robert Krämer - drummer
- Boris Pracht - bassist
- Thomas - gitarist
- Claus - gitarist
- Marco Schaller - bassist

Tijdlijn

## Discografie
- Caliban (ep) (1998)
- A Small Boy And A Grey Heaven (1999)
- The Split Program met Heaven Shall Burn (2000)
- Vent (2001)
- Shadow Hearts (2003)
- The Opposite From Within (2004)
- The Split Program II met Heaven Shall Burn (2005)
- The Undying Darkness (2006)
- The Awakening (2007)
- Say Hello To Tragedy (2009)
- I Am Nemesis (2012)
- Ghost Empire (2014)
- Gravity (2016)
- Elements (2018)
- Zeitgeister (2021)
- Dystopia (2022)
- Back From Hell (2024)